# Манастир Пјеновац
Манастир Пјеновац је манастир Српске православне цркве. Налази се у селу Пјеновац, општина Хан-Пијесак.

## Историја
Недалеко од данашњег манастира постојао је мали манастир, који је падом старе српске државе Босне и доласком Турака срушен.

## Садашњост
Посвећен је Усјекованију главе светог Јована Крститеља. Обнова је од почетка мјесеца маја 2001. до почетка јуна 2002. године. Градњу су финансирали вјерници и привредни субјекти са простора општине Хан Пијесак и општина широм Републике Српске, као и дијаспоре. Иконостас, иконе и живопис радио је академски сликар Николић Милан из Шапца. Звоно за цркву поклонио је епископ Лонгин.